# Stewart Grand Prix
Stewart Grand Prix je bivša britanska momčad Formule 1.
Paul Stewart, sin Jackiea Stewarta, 1988. je kupio momčad Gary Evans Motorsport Team te ga nazvao Paul Stewart Racing. Ekipa se 1989. natjecala u Britanskoj Formuli 3. Do 1996., natejcali su se u Formuli 3, Europskoj Formuli 3000 i Formuli Vauxhall Lotus, te osvojio ukupno 12 naslova s preko 100 pobjeda. 
Uoći prve sezone u Formuli 1, Jackie Stewart je dogovorio petogodišnju suradnju s Fordom. Vozačku postavu činili su Brazilac Rubens Barrichello i Danac Jan Magnussen. Sezona 1997. nije bila pretjerano uspješna. Motor je otkazao čak 16 puta, a jedine bodove za momčad osvojio je Barrichello na VN Monaka, kada je bio drugi u utrci.
Nova šasija SF02, za 1998., nije bila puno bolja od prehodne, a momčad se i dalje mučila s pouzdanjem Fordovih motora. Barrichello je osvojio bodove na VN Španjolske i VN Kanade, a Magnusenn je nakon Montreala zamijenjen Nizozemcem Josom Verstappenom. 
Sezona 1999., bila je najbolja u Stewartovoj povijesti u Formuli 1. Ford je odlučio napraviti novi CR-1 motor koji je bio brz od početka, no imao je i malih problema sa zagrijavanjem. Momčad dovodi Britanca Johnnyja Herberta, kao zamjenu za Verstappena. Barrichello osvaja dva 3. mjesta na VN San Marina i VN Francuske, na kojoj je ostvario i jedino prvo startno mjesto za Stewart. Senzacija za momčad dogodila se na VN Europe kada je na kišnom Nürburgringu odustalo 14 vozača. Pobjedu je odnio Herbert, dok je Barrichello još jednom bio treći. Najuspješniju sezonu, Stewart je završio na visokom četvrtom mjestu u poretku konstruktora s 36 bodova.
Momčad je na kraju godine kupljena od strane Forda te preimenovana u Jaguar Racing.

## Rezultati
| Godina | Puni naziv momčadi         | Šasija | Motor                   | Gume | Vozači                                          | Kostruktorski poredak |
| ------ | -------------------------- | ------ | ----------------------- | ---- | ----------------------------------------------- | --------------------- |
| 1999.  | HSBC Stewart Ford          | SF03   | Ford CR-1 3.0 V10       | B    | Rubens Barrichello Johnny Herbert               | 4. mjesto (36 bodova) |
| 1998.  | HSBC Stewart Ford          | SF02   | Ford VJ Zetec-R 3.0 V10 | B    | Rubens Barrichello Jan Magnussen Jos Verstappen | 8. mjesto (5 bodova)  |
| 1997.  | HSBC Malaysia Stewart Ford | SF01   | Ford VJ Zetec-R 3.0 V10 | B    | Rubens Barrichello Jan Magnussen                | 9. mjesto (6 bodova)  |

## Vanjske poveznice
- statsf1.com